# Hoheria angustifolia
Hoheria angustifolia (Engels: narrow-leaved lacebark of narrow-leaved houhere) is een plantensoort uit de kaasjeskruidfamilie (Malvaceae). 
Het is een hoge groenblijvende boom. De boom heeft een grijskleurige stam en vele smalle scherp getande bladeren en kleine trossen witte bloemen. Deze groeien uit tot droge papierachtige gevleugelde vruchten. De bladeren zijn 20 tot 48 millimeter lang en 5 tot 10 millimeter breed. Jonge bladeren zijn veel korter en ronder. De bloemen groeien in groepjes van 1 tot 8 bloemen, op stelen van 10 tot 12 millimeter lang.
De soort is endemisch in Nieuw-Zeeland. Hij komt daar voor op zowel het Noordereiland als het Zuidereiland. Het is een veel voorkomende soort in laaglandbossen. In alluviale bossen kan de soort dominant zijn.

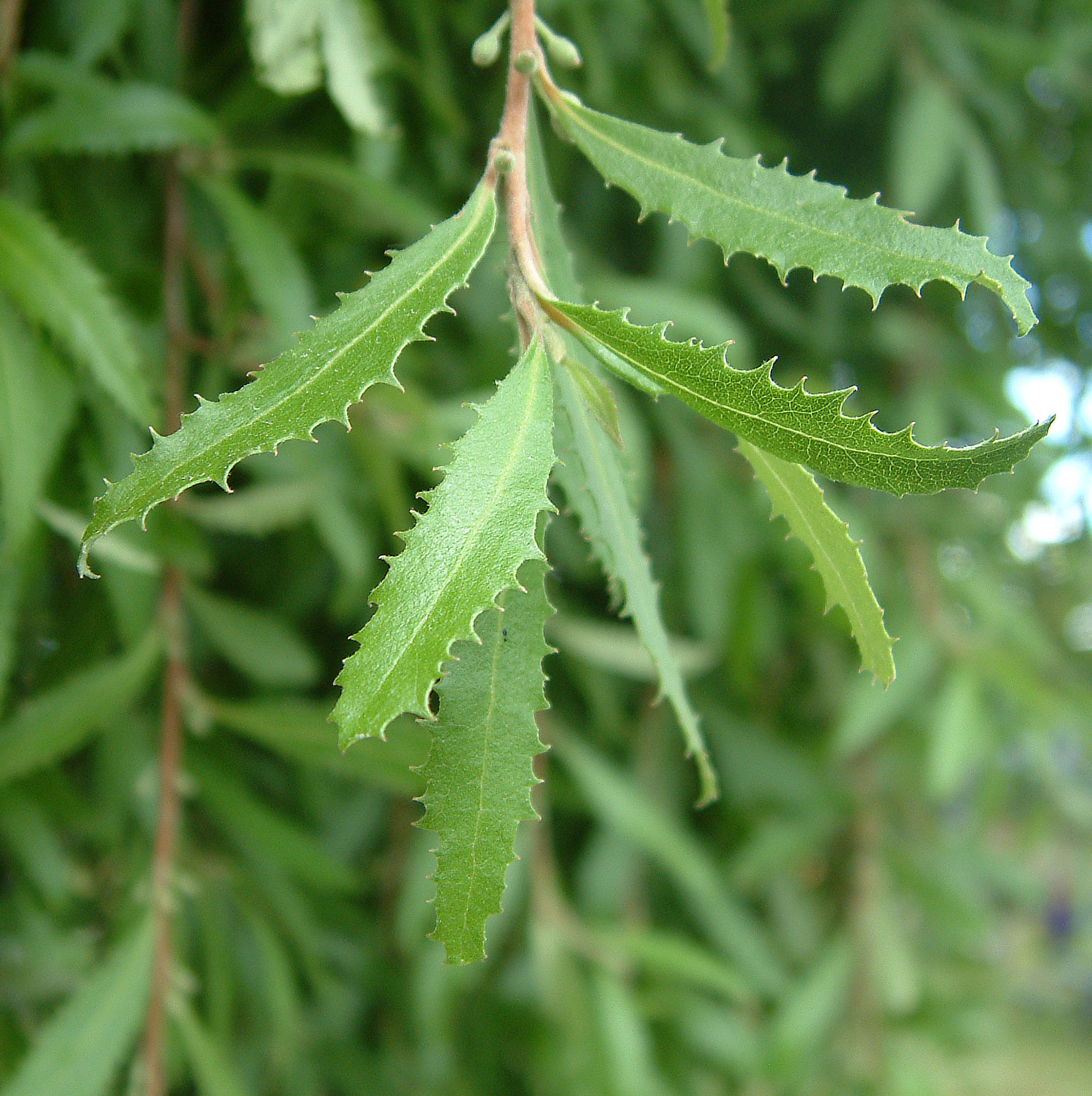
Bladeren
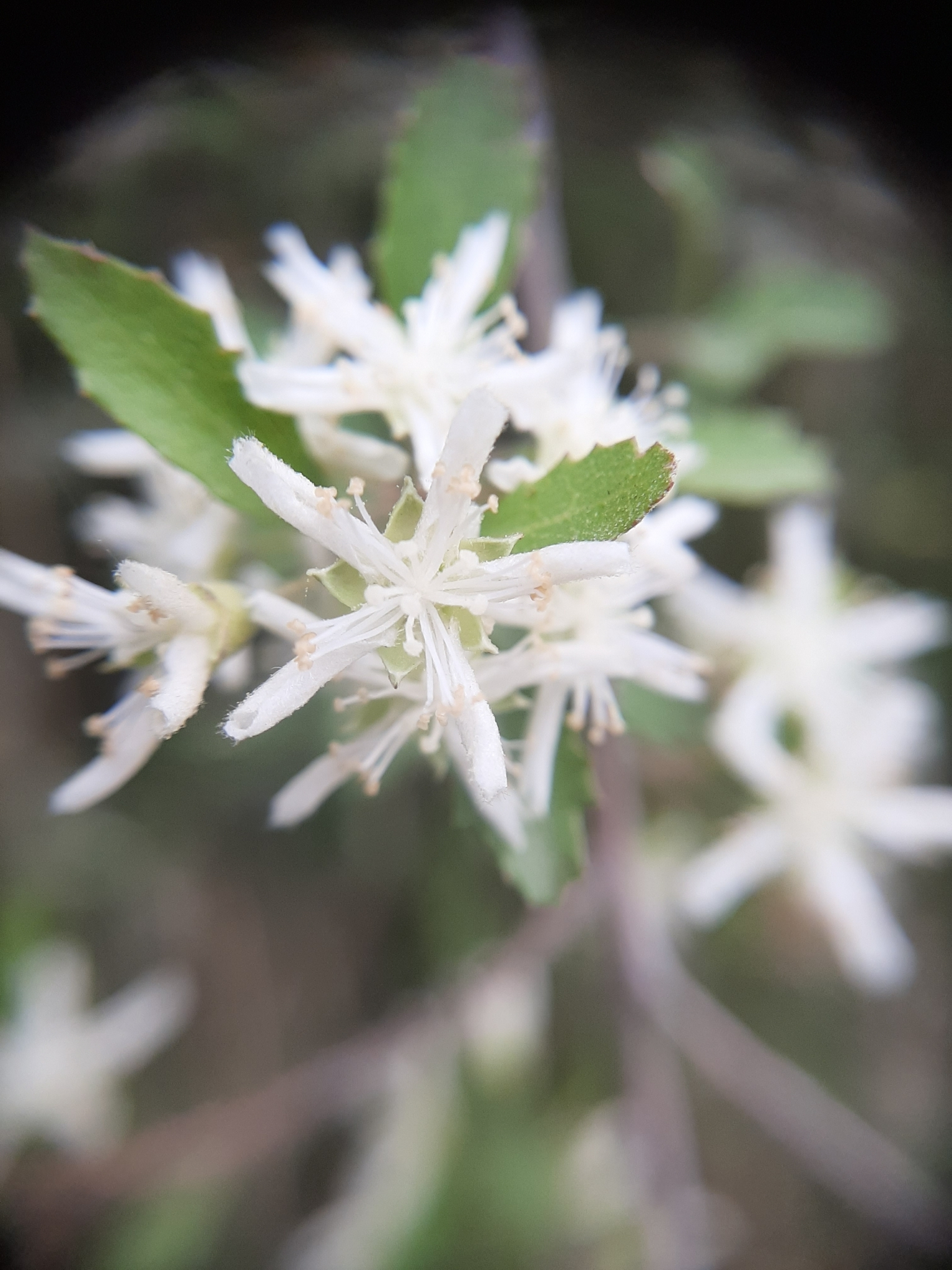
Bloemen